# Masłowice Trzebiatkowskie
Masłowice Trzebiatkowskie is een plaats in het Poolse district  Bytowski, woiwodschap Pommeren. De plaats maakt deel uit van de gemeente Tuchomie en telt 60 inwoners.